# 両方 For You
『両方 For You/泣けてくる』（りょうほうフォーユー/なけてくる）は、2007年7月25日に発売されたウルフルズ30枚目のシングル。発売元はワーナーミュージック・ジャパン。

## タイアップ
2007年朝日放送夏の高校野球統一テーマ曲（#1）
アリナミンTVCM（#2）
映画『犬に名前をつける日』主題歌（#2）
J-WAVE2007春のキャンペーンソング （#3）

## 収録曲
- 全曲　作詞・作曲：トータス松本　編曲：伊藤銀次・トータス松本
  1. 両方 For You
  2. 泣けてくる
  3. 花さかフィーバー Superfly、BONNIE PINKがコーラスとして参加。